# NGC 6827
NGC 6827 est un amas ouvert d'âge intermédiaire situé dans la constellation du Petit Renard. Il a été découvert par l'astronome français Édouard Stephan en 1878.
La taille apparente de l'amas est de  2 minutes d'arc, ce qui, compte tenu de la distance égale à 6 103 ± 368 pc (∼19 900 al) et grâce à un calcul simple, équivaut à une taille réelle de 11,6 ± 0,7 al.
Selon la classification des amas ouverts de Robert Trumpler, cet amas renferme entre 50 et 100 étoiles (lettre m) dont la concentration est forte (I) et les magnitudes se répartissent sur un petit intervalle (le chiffre 1),. Toutefois, le site Lynga indique que l'amas renferme 30 étoiles, en contradiction avec la classification qu'il préconise.

## Observation

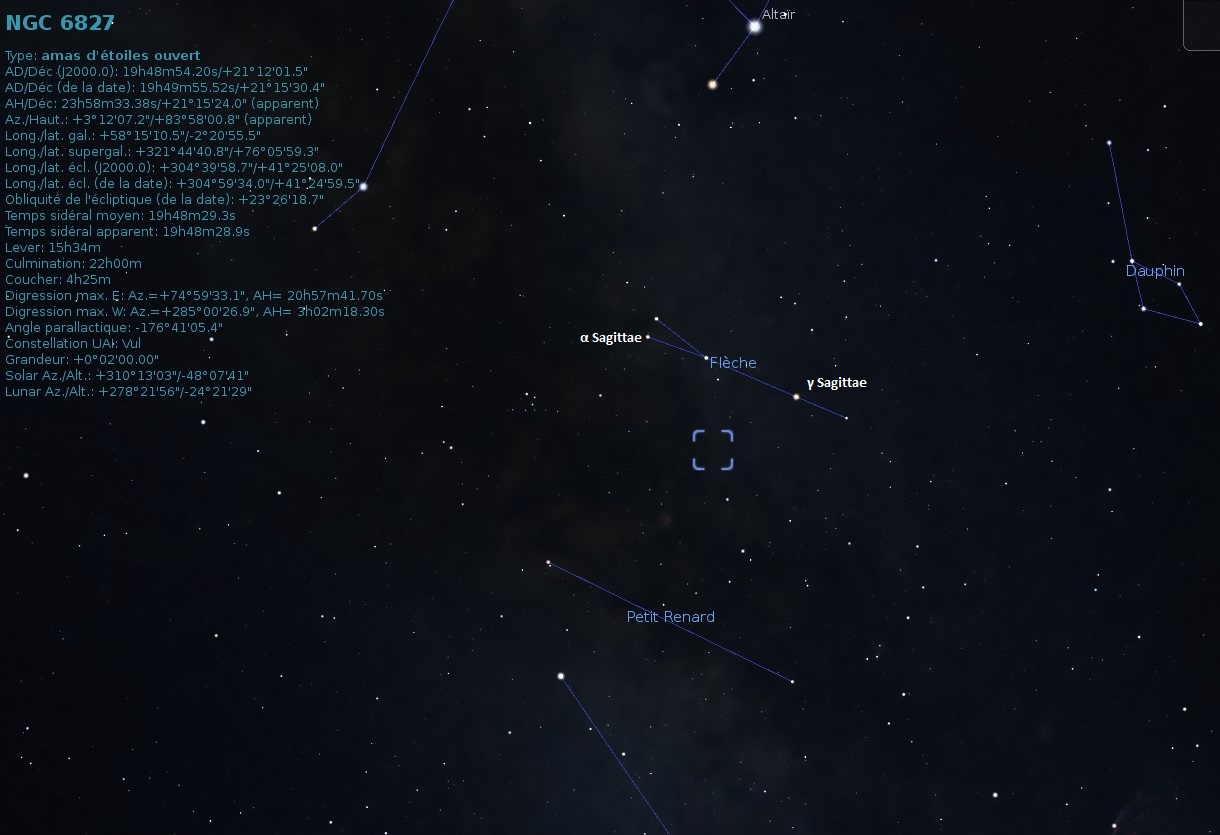
Emplacement de NGC 6827 dans la constellation du Petit Renard.

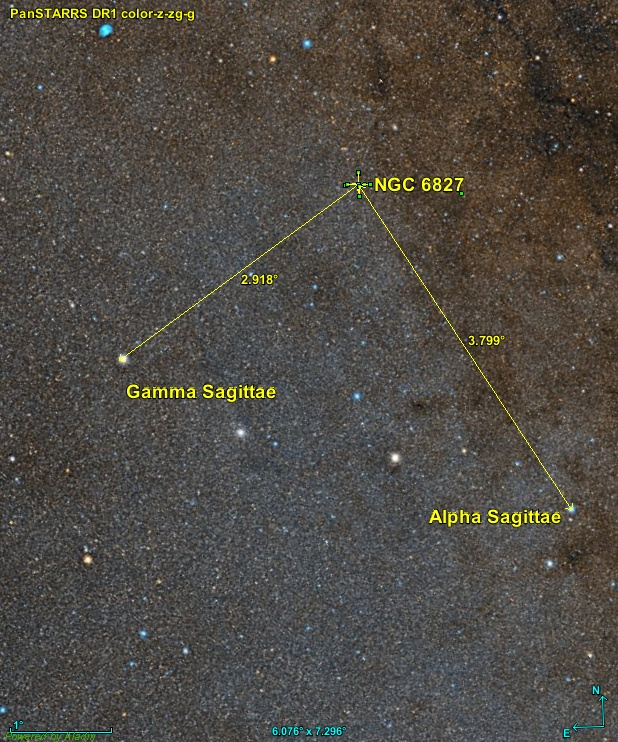
Position de NGC 6827 par rapport à deux étoiles de la constellation de la Flèche.

NGC 6827 est à environ 2,9° au nord-ouest de l'étoile Gamma Sagittae et à 3,8° au nord-est de d'Alpha Sagittae. Comme on ne trouve nulle part de renseignement au sujet de la magnitude de cet amas, il est peut-être hors de la portée des télescopes de petite taille.

## Caractéristiques

### Distance et vitesse
Deux valeurs de la distance sont indiquées sur la base de données Simbad, 6 471 pc et  5 735 pc. La valeur de la distance donnée dans l'encadré est la moyenne de ces deux distance et leur écart à la moyenne.
La grandeur de la vitesse radiale de l'amas a été rapportée dans deux publications récentes ( 2018 et 2022). Les deux valeurs sont identiques et égale à 23,75 ± 2,22 km/s,,.

### Métallicité
Simbad rapporte une seule valeur de la métallicité (Fe/H) égale à 0,253. Cela signifie que le pourcentage d'éléments lourds (plus lourd que l'hydrogène et l'hélium) de cet amas est de 179% (10+0,253) de celui du Soleil.

## Étoiles
Simbad montre aussi un bouton nommé Children. En cliquant sur ce bouton, on atteint une section de cette base de données qui renferme un tableau contenant 167 entrées pour NGC 6827. Cependant, des étoiles (les Children) peuvent apparaître plusieurs fois dans la deuxième colonne du tableau, d'où le nombre de liens bibliographiques qui est supérieure au nombre d'étoiles. La quatrième colonne de ce tableau indique la probabilité que l'étoile appartienne à l'amas. En cliquant sur le titre de cette colonne, on peut classer la probabilité par ordre croissant ou décroissant. En cliquant sur la désignation de l'étoile, on atteint la page de Simbad qui résume ses propriétés.